# Stolní fotbal

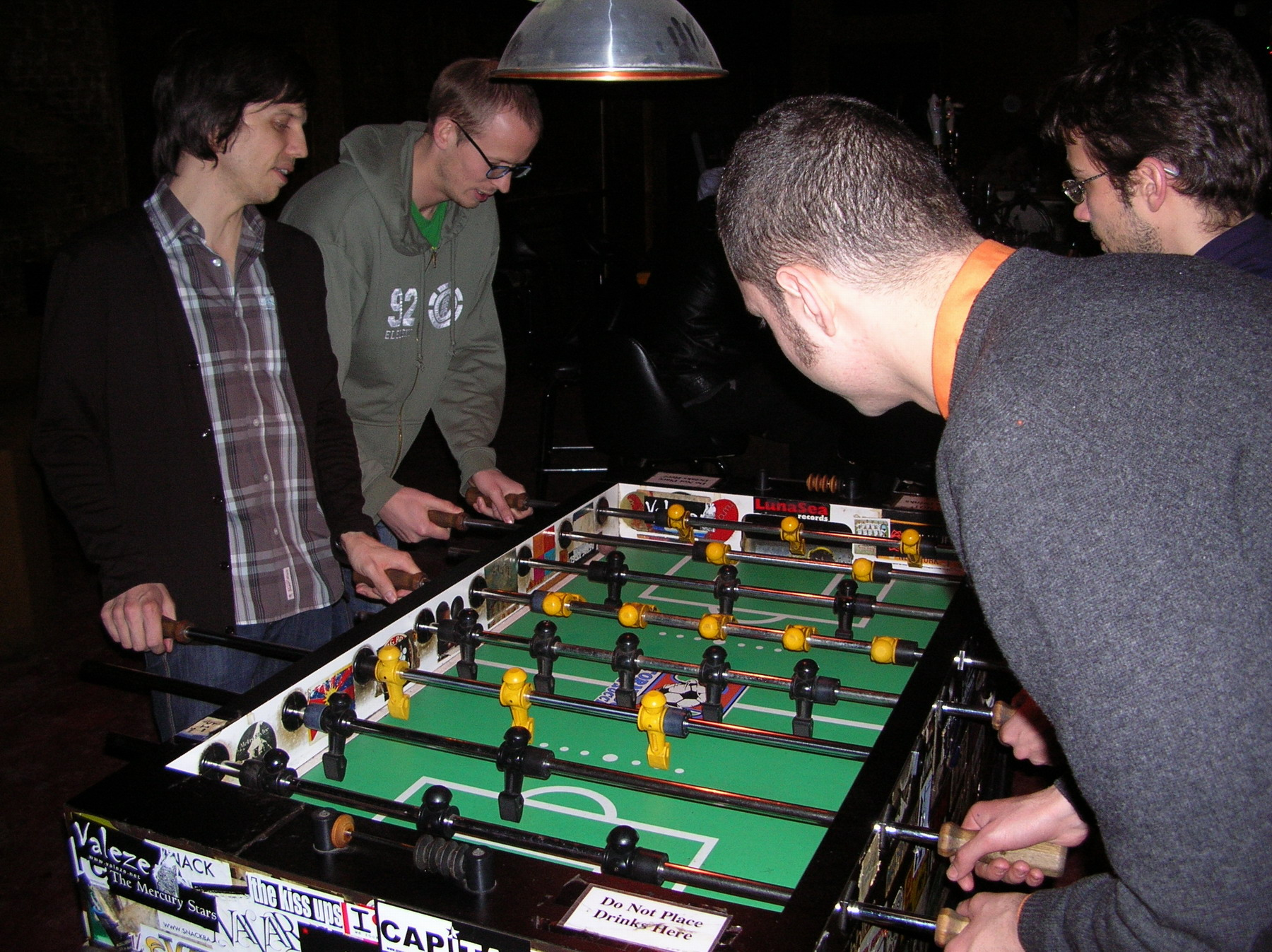
Hráči hrající stolní fotbal

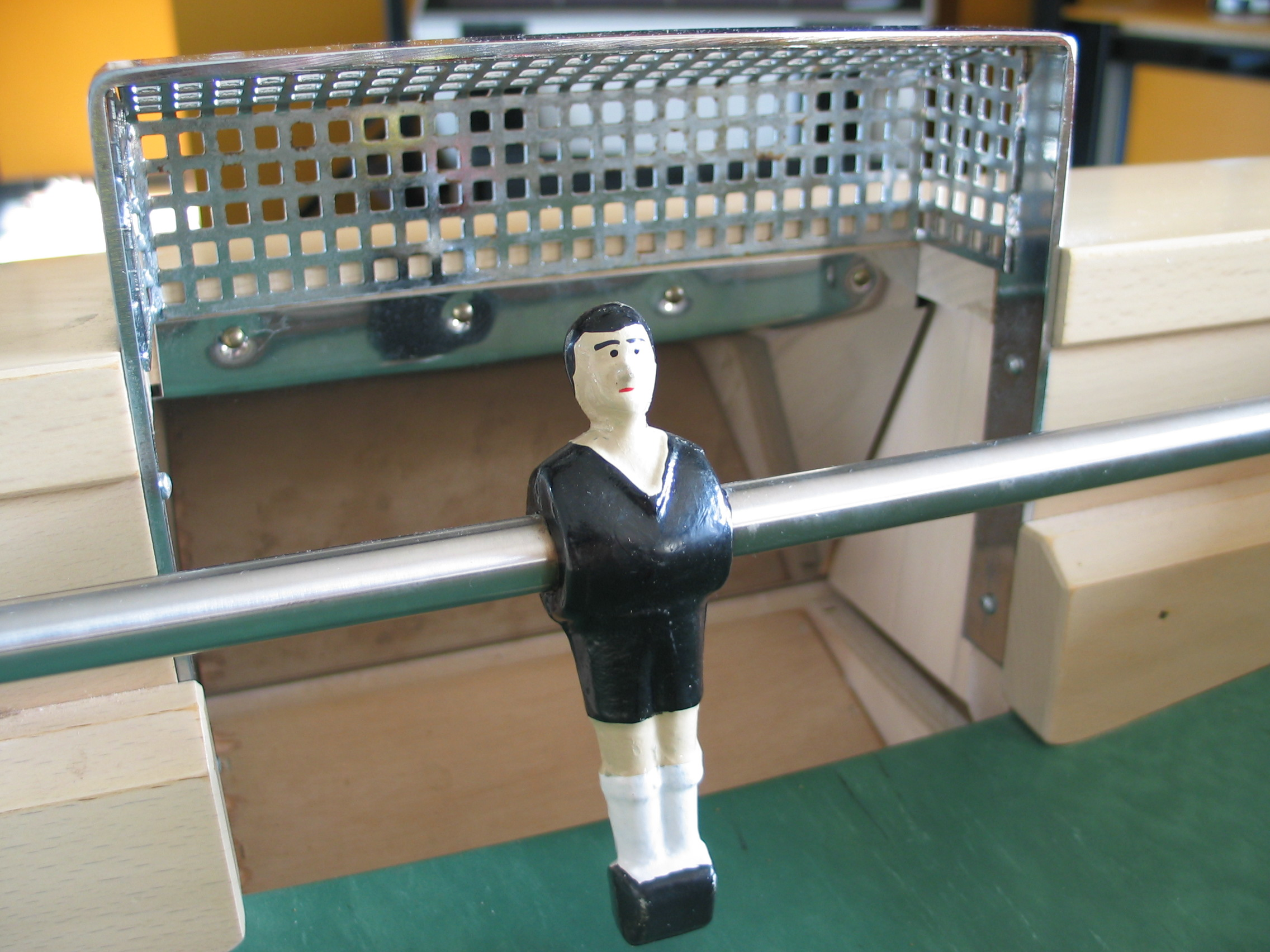

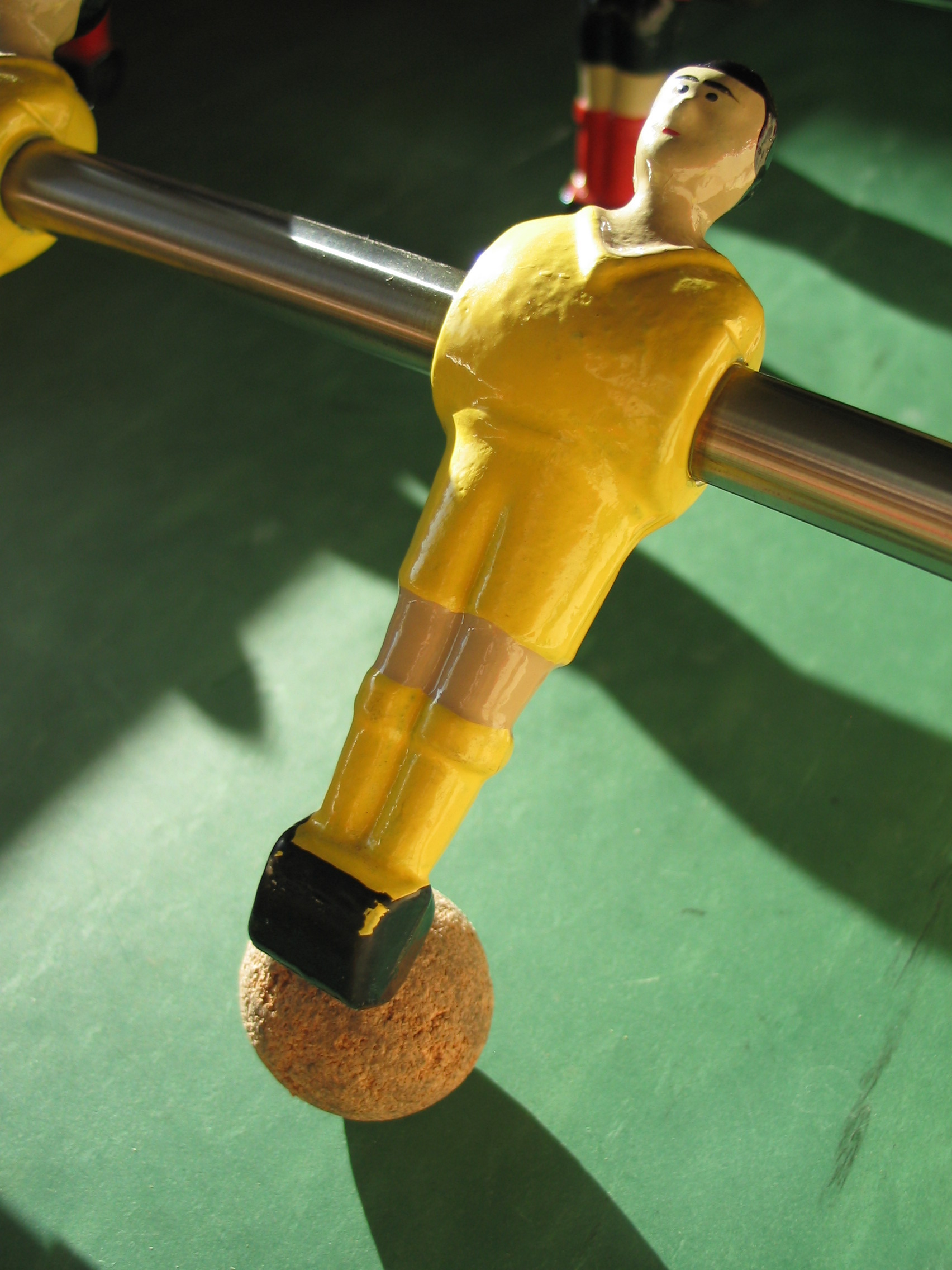

Stolní fotbal neboli fotbálek, kalčo (převážně na Moravě, pravděpodobně z italského calcio fotbal, srovnej slovensky kalčeto), foosball či soccer je hra většinou pro 2 hráče - 2 útočníky a 2 obránce (popř. 1 na 1 nebo 4 na 4). Panáčci jsou umístěni v různém počtu na 8 průchodných  tyčích. Obránce hraje s jedním brankářem a s obrannou řadou se dvěma panáčky (dvojkou), útočník se středovou řadou s pěti panáčky (pětky neboli hrábě) a s útočnou řadou se třemi panáčky (trojky). Cílem hry je dát protihráči co nejvíce gólů do brány.

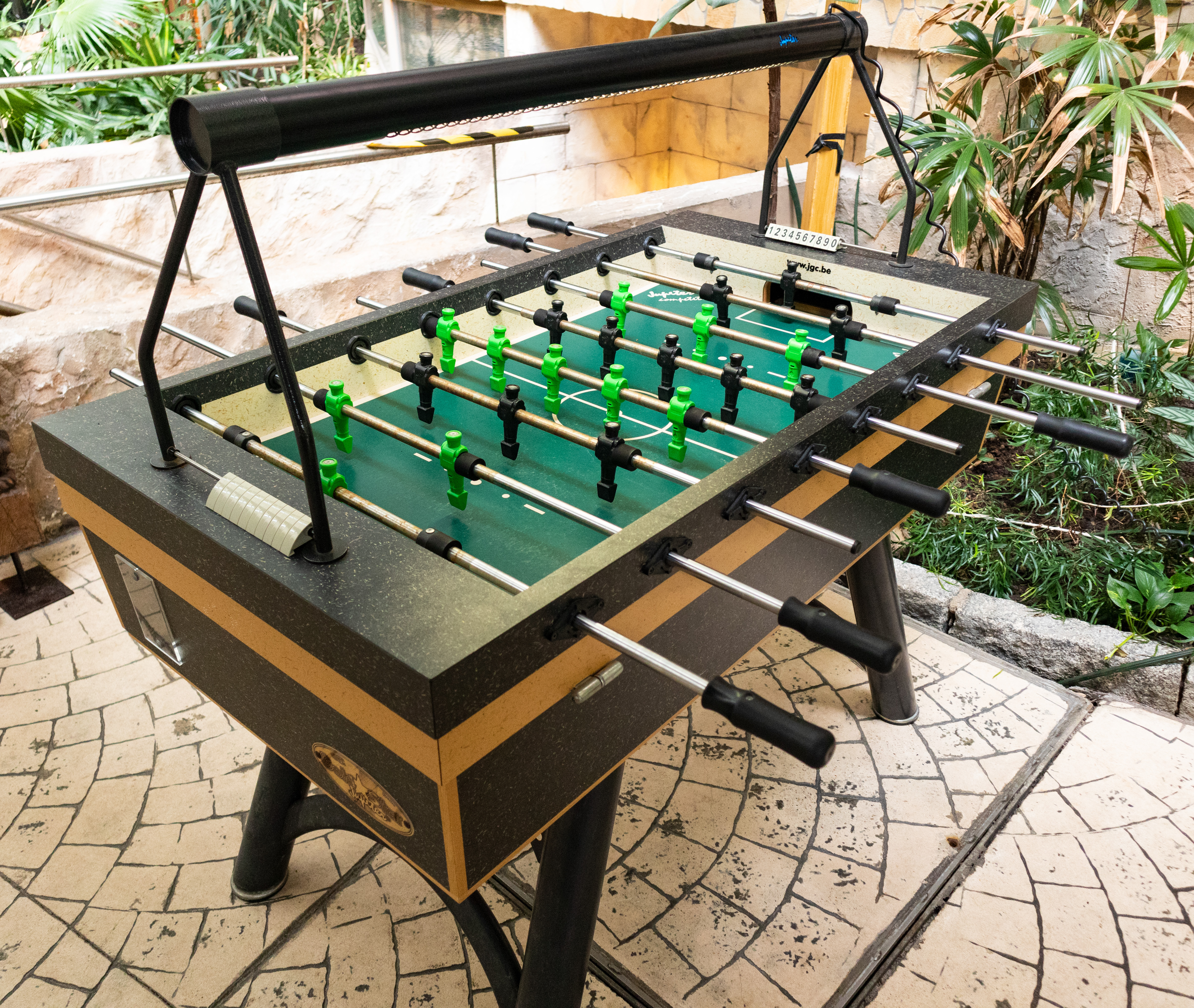
Stolní fotbal

## Historie fotbálku
Poprvé fotbálek zřejmě sestavil Lucien Rosengart (1880-1976). Roku 1901 byl v USA patentován 1. fotbálek s protáčivými tyčemi. Jedním z nejstarších výrobců stolního fotbalu byla švýcarská firma Kicker. Poté se tato hra velmi rychle rozšířila především do Německa a Belgie, kde byla v roce 1950 založena foosballová liga. Roku 1976 vznikla Evropská unie stolního fotbalu (ETSU). Dnes se v mnoha[ujasnit] zemích hraje fotbal na profesionální úrovni a s čím dál většími výhrami. V ČR by se ale stále hráči pouze foosballem neuživili.

## Historie fotbálku v Česku
Dne 20. listopadu 1998 byla založena Česká foosbalová organizace (ČFO). Ve dnech 22.-24. dubna 1999 se v Praze konalo 1. Mistrovství ČR a od té doby se koná pravidelně každý rok. Od roku 2003 je jedním z prvních členů Mezinárodní foosballové asociace (ITSF). V roce 2006 se jako první z foosballových federací připojila k antidopingové chartě. 
Historicky největšími úspěchy českého fotbálku bylo vítězství Ladislava Křepely v jednotlivcech na Světové Sérii Roberto Sport 2018, titul mužského týmu na Světové Sérii Leonhart 2018 a 4. místo mužského týmu na Světovém Poháru 2019 ve španělské Murcii.

## Stavba fotbálku
Rozměry fotbálku mohou být různé. Nejčastěji jsou však k vidění stoly s hrací plochou 120 x 70 cm. Délka stolu se pohybuje mezi 140 až 170 cm, šířka kolem 76 cm a výška mezi 85 až 100 cm. Váha běžných fotbálků bývá mezi 75 až 115 kg. Míčky mívají průměr 34 mm. Kromě běžných fotbálků pro 4 hráče jsou k vidění i různé stoly v menších provedeních a fotbálky pro 2 nebo 6 hráčů. Na MS ve stolním fotbale v Paříži v roce 2003 byl představen i největší fotbal pro 22 hráčů. V dnešní době se hrají mezinárodní turnaje na tzv. Multitable: Garlando, Roberto, Leonhart, Bonzini, Fireball. Česká liga ČFO se hraje na jejich vlastním stole Rosengart. Dále se v českých hospůdkách dá najít stůl Garlando. Většinu jiných stolů mají pouze lidé, jež si je objednali ze zahraničí a mají je doma.

## Hra a její pravidla
Jedna hra je většinou dotována pěti až deseti míčky a výhra musí být rozdílem dvou gólů. 
- Začátek hry: Na začátku se hází mincí – kdo vyhraje, může si vybrat stranu nebo první podání.
- Góly: Gól nastává v momentě, kdy míček projde otvorem branky. Je uznán i v případě, kdy projde, ale vrátí se zpět.
- Strany stolu: Strany pro hraní se mění po každé hře.
- Rotování tyče: Protáčení neboli rotování tyče není povoleno pro úhel větší jak 360°, přičemž se nepočítá nápřah.
- Hýbaní se stolem: Není povoleno v žádném případě
- Mluvení během hry: Není povoleno.
- Držení míčku: Povoleno maximálně po dobu 10 vteřin u 5figurkové tyče, u ostatních 15 vteřin.
- Technický faul: Uděluje se za nesportovní chování a jiné činy uvedené v pravidlech.

## Používané střely
Mezi nejčastěji používané - turnajové střely patří Pull shot (stahovačka) a Push shot (odtahovačka), Pin shot (někdy také Front-pin) a Snake. V poslední době vzrůstá na turnajích popularita Pin shotu, o což se zasloužil zejména Frederic Collignon z Belgie, který touto střelou slaví velké úspěchy.

## Španělský fotbálek (Futbolin Catalan)
Tento fotbálek je oproti tzv. "plasťákům" (foosball) odlišný v konstrukci i pravidlech. Jde o celodřevěný hrací stůl (165x138x95cm) opatřený prohlou tvrzenou deskou Billares Cordoba. Hliníkoví hráči s dvěma nohama dávají možnost lépe mířit. Uspořádání hráčů je 1-3-3-4 (golman-obrana-záloha-útok,) čímž je hra více útočnější a pestřejší. Stůl je také opatřen systémem kluzných pouzder, které spolu s keramickými míčky dodávají hře rychlost a ráznost. Stůl není zakryt vrchním sklem, jde tedy hrát vzduchem.
Tento druh fotbálku je již poměrně rozšířen, avšak v rámci ČR se pravidelně hraje liga v tomto fotbálku jen na Kladně (zde jsou dokonce dvě ligy (propojené přes baráž, 7. ročník(2011/12) a v Mostě-Litvínově 4. ročník. V těchto regionech se koná každý rok i množství jednodenních turnajů.
Na Mistrovství Světa a Světovém Poháru 2019 v Murcii byla poprvé zahrnuta kategorie 2Leg na stolech značky Tecno, které jsou tohoto typu. Mužský tým ČR získal bronzovou medaili, když skončil za vítězným Španělskem a druhou Itálií.